# اما تننت
اما تننت (انگلیسی: Emma Tennant; ۲۰ اکتبر ۱۹۳۷ – ۲۱ ژانویهٔ ۲۰۱۷) رمان‌نویس، ویراستاری اهل بریتانیا بود.